# Алберто II дела Скала
Вижте пояснителната страница за други личности с името Алберто дела Скала.
Алберто II дела Скала (на италиански: Alberto II della Scala, * 1306, † 3 септември 1352 във Верона) от род Скалиджери е господар на Верона (1329 – 1352) и на Падуа (1329 – 1338). Той е от 1329 до 1351 г. сърегент с по-малкия му брат Мастино II дела Скала.
Той е първият син на Албоино I дела Скала и втората му съпруга Беатриче да Кореджо.
След смъртта на баща му през 1311 г. той е сърегент с чичо му Кангранде I дела Скала и го последва през 1329 г. От 1329 до 1351 г. Алберто е сърегент с по-малкия му брат Мастино II дела Скала. Алберто II и брат му Мастино II са най-богатите и могъщи владетели по това време. Мастино е политически по-активен. Tе завладяват Бреша (1332), получават Парма (1335) и Лука (1339). През 1337 г. се образува против тях силен съюз: Флоренция, Венеция, Висконтите, Есте и Гонзага. След тригодишна война на Делла Скала остават отново само Верона и Виченца.
Алберто II се жени през 1312 г. за Агнес, извънбрачна дъщеря на граф Хайнрих II от Гориция. Бракът е бездетен.
Той има извънбрачните деца:
- Албоина, † сл. 1383
- Маргерита, † сл. 1379, омъжена за Гироламо Бонавери
- Гиленето, женен за Антония
- Лудовико

Алберто II умира през 1352 г. и е погребан в църквата Санта Мария Антика във Верона. Последван е от Кангранде II дела Скала, син на Мастино II дела Скала.